# Zvijezda
 Ovo je glavno značenje pojma Zvijezda. Za druga značenja pogledajte Zvijezda (razdvojba).
Zvijezda je nebesko tijelo koji se sastoji od velike količine plina, većinom vodika. Zvijezda isijava svjetlost i toplinu koji nastaju u termonuklearnim reakcijama u središtu zvijezde. 

## Formacija i evolucija
Stabilnost zvijezde ovisi o dvije međusobno suprotstavljene sile: 
- termonuklearne reakcije nastoje raspršiti materijal zvijezde u okolni prostor
- sila gravitacije koja tome se suprotstavlja i koja nastoji zadržati masu zvijezde na okupu

Ako prevlada sila gravitacije, materijal zvijezde se sažima, pa nastaju zvijezde u kojima je materija sabijena do vrlo visokih gustoća (neutronske zvijezde, bijeli patuljci), a ako je masa zvijezde veća od određene kritične granice ili Chandrasekarova granica dolazi do beskonačnog sažimanja u fizikalni singularitet iz kojeg više ne može pobjeći čak ni svjetlost - crna rupa. Ako nadvlada prva tendencija, zvijezda može eksplodirati u silovitoj eksploziji i tako nastaje nova ili supernova. Odnos sjaja i veličine zvijezde prikazuje se Hertzsprung-Russelovim dijagramom. Prosječna galaksija sadrži oko stotinu milijardi zvijezda.

## Klasifikacija
Postoje razne klasifikacije za zvijezde, ali najpopularnija klasifikacija je ona koja je izmislila Annie Jump Cannon. Kod ove klasifikacije zvijezde se svrstavaju po sjajnosti i veličini tako da svaka klasa zvijezde dobiva obilježavajuće slovo: O,B,A,F,G,K,M  poslije čega slijedi jednoznamenasti broj od 1 do 9 koja obilježava potkategoriju sjajnosti i veličine. Tako na primjer. Slovo O označava veliku sjajnu zvijezdu, dok na samom kraju slovo M su zvijezde koje su na pragu veličine dovoljne za pokretanje nuklearne fuzije. U ovoj klasifikaciji naše Sunce pripada zvijezdama G2 klase.

## Imenovanje
Radi lakšeg snalaženja na nebu i njihova pronalaženja, zvijezde su grupirane u zviježđa.

## Nuklearna fuzija i reaktivni lanci

### Proton-proton reaktivni lanac u zvijezdi
- 1. stupanj: 2(1H + 1H → 2H + e+ + νe) (4.0 MeV + 1.0 MeV)
- 2. stupanj: 2(1H + 2H → 3He + γ) (5.5 MeV)
- 3. stupanj: 3He + 3He → 4He + 1H + 1H (12.9 MeV)

Sažeto:
41H → 4He + 2e+ + 2γ + 2νe (26.7 MeV)

### Trostruki Alfa proces ili pretvaranje helija u ugljik
- 1. stupanj: :4He + 4He + 92 keV → 8*Be
- 2. stupanj: :4He + 8*Be + 67 keV → 12*C
- 3. stupanj: :12*C → 12C + γ + 7.4 MeV

Sažeto:
34He → 12C + γ + 7.2 MeV